# 룬저우구

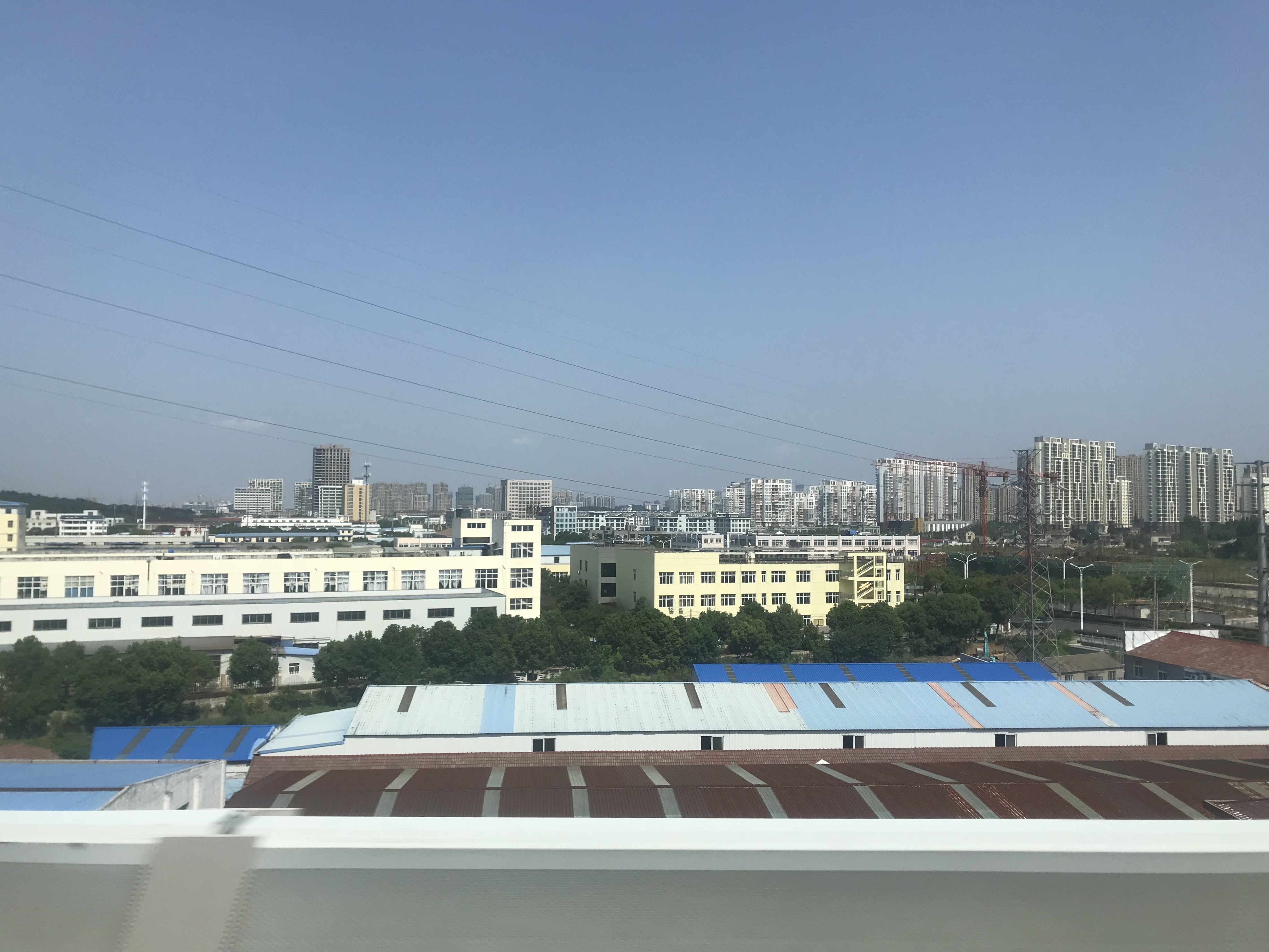

룬저우구(한국어: 윤주구, 중국어: 润州区, 병음: Rùnzhōu Qū)는 중화인민공화국 장쑤성 전장 시의 행정 구역이다. 동쪽으로 징커우 구, 대운하가 놓여있고 남동쪽으로 전장 신구가 위치한다. 넓이는 132km2이고, 인구는 2007년 기준으로 240,000명이다.

## 행정 구역
4개 가도, 1개 진을 관할한다.
- 가도: 宝塔路街道, 和平路街道, 金山街道, 七里甸街道
- 진: 蒋乔镇.